# شيجيرو يوكوتاني
شيجيرو يوكوتاني (باليابانية: 横谷 繁) (3 مايو 1987 في نيشينومايا في اليابان – )؛ هو لاعب كرة قدم ياباني سابق كان يلعب كلاعب وسط.

## وصلات خارجية
- شيجيرو يوكوتاني على موقع رابطة كرة القدم اليابانية للمحترفين (اليابانية)
- شيجيرو يوكوتاني على موقع قاعدة بيانات كرة القدم.إي يو (الإنجليزية)
- شيجيرو يوكوتاني على موقع Soccerway.com (الإنجليزية)
- شيجيرو يوكوتاني على موقع عالم كرة القدم.نت (الإنجليزية)
- شيجيرو يوكوتاني على موقع كووورة